# Rojales

Quesada, Ortsteil von Rojales

Rojales (valencianisch Rojals) ist eine Gemeinde in der Provinz Alicante (Spanien). Sie befindet sich an der südlichen Costa Blanca, im Landkreis Vega Baja und am Fluss Segura. Der Großteil der Einwohner wohnt in Ciudad Quesada (9.061 Einwohner). Es handelt sich um ein Wohngebiet, in dem vorwiegend Ausländer wohnen.
Rojales ist die spanische Gemeinde, die mit 65,23 Prozent den zweithöchsten Ausländeranteil (gem. Volkszählung) besitzt.

## Geschichte
Die Geschichte der Stadt Rojales hat sowohl arabische als auch christliche Wurzeln. Davon zeugt das Fest der Moros y Cristianos, das in den Sommermonaten gefeiert wird, auch heute noch.
In die Zeit der arabischen Herrschaft fällt auch der Grundstein des noch heute bestehenden Bewässerungsnetzes. Mit Schleusen und Schöpfrädern im Fluss Segura begann im Mittelalter die landwirtschaftliche Nutzung in Rojales.
Die Gemeinde gehörte bis zum 29. Mai 1773 zur Stadt Guardarmar del Segura. Eine Rolle in der Geschichte Rojales spielt der Fluss Segura, denn Überschwemmungen haben die Einwohner von Rojales in der Vergangenheit schon öfters erlebt, insbesondere die von 1879 (6,54 Meter), 1946, 1948, 1973 (5,60 m), 1982, 1987 und 1989. Tektonische Bewegungen sorgten am 21. März 1829 für eine Katastrophe. In der Region wurde ein Erdbeben mit 6,2 Grad auf der Richterskala gemessen. In Rojales starben 30 Menschen, es gab 34 Verletzte, 319 zerstörte Häuser und 81 beschädigte Häuser.

## Demographie
In den letzten Jahren gab es in Rojales ein starkes demographisches Wachstum (136 Prozent Zunahme zwischen 1995 und 2005). Grund dafür ist der Zuzug vieler europäischer Ausländer. Rojales ist die spanische Gemeinde, die mit 65,23 Prozent den zweithöchsten Ausländeranteil besitzt (gem. Volkszählung). Die Stadt wurde nur von dem Nachbarort San Fulgencio mit einem Ausländeranteil von 65,25 Prozent übertroffen; die Briten stellen die größte Einwohnergruppe (4.668 Einwohner, das sind 33,81 Prozent der Gesamtbevölkerung gegenüber 4.798 spanischen Einwohnern). Die drittgrößte Gruppe stellen die Deutschen mit 1054 Personen.
Der größte Teil der Bevölkerung wohnt in Ciudad Quesada (mit 9.061 Einwohnern). Ciudad Quesada ist ein Wohngebiet, in dem vorwiegend EU-Ausländer leben, gilt aber auch als Hochburg der Schweizer an der Costa Blanca.

## Sehenswürdigkeiten
Die wichtigsten Denkmäler sind die Kirche, das Rad, die Talsperre sowie die Steinbrücke, die über den Segura geht. Diese Brücke hat drei Bögen und wurde während der Regierungszeit von Carlos III gebaut. Sie wurde am 23. Oktober 1790 fertiggestellt. Ein weiterer interessanter Ort sind die Wohnhöhlen auf der rechten Seite des Flusses, wo heutzutage Maler und Künstler leben. Zahlreiche kulturelle Veranstaltungen, wie Bilder-, Foto- oder Skulpturausstellungen und Konzerte laden zum Besuch ein.

## Sport
In Rojales gibt es den alten Club Deportivo (Sportklub) Thader, der in der ersten Regionalliga Gruppe (IV) spielt. Der Sport-Club Thader hat einen Jugendclub (C. D. Thader B). Dieser spielt in der 2. Regionalliga.
In Rojales gibt es auch eine Basis-Fußball-Schule (Pre-Benjamin, Benjamin, Alevín, Infantil, Cadete und Juvenil). Dort spielen Kinder schon ab 6 Jahren und warten auf eine Chance mit 19 Jahren. Thader spielt in dem städtischen Stadium, das früher „Francisco Franco“ hieß – es befindet sich in der Sportanlage in der C/. Limonar. In der Sportanlage befinden sich folgende Einrichtungen: eine überdachte Halle, 3 Fußballfelder (1 Feld mit Gras, 1 Feld mit Erde, 1 Feld mit Kunstrasen (Beendigung April/2007)), ein Boule-Feld, eine Anlage für olympisches Schießen, Schwimmbäder, je eine Halle für Fußball und Basketball, ein Kinderspielplatz.

## Söhne und Töchter der Stadt
- Moi Gómez (* 1994), Fußballspieler